# Zagarise
Zagarise (Saccharision in greco bizantino) è un comune italiano di 1 329 abitanti della provincia di Catanzaro in Calabria.
L'antico borgo si apre nei pressi dei boschi della Sila e si divide in due nuclei: uno a ridosso della torre normanna e l'altro intorno alla chiesa madre. Il territorio comunale è compreso tra 66 e 1690 metri sul livello del mare.

## Origini del nome
Riguardo all'etimologia del nome, Gabriele Barrio, scrittore del 1600, nella sua “ De Antiquitate et situ Calabriae” scrive: “A sinistra della Silia si trova la città di Zagarise, in un luogo piuttosto elevato, nei pressi dei boschi della Sila; il suo nome significa cosa utile. Nei suoi campi sono prodotti: fichi d'india, reopontico (pianta simile al rabarbaro di origine asiatica) e marmo frigio”.

## Storia

Foto storica di Zagarise

### Medioevo
Possiamo datare la fondazione di Zagarise intorno all'anno 1000, molte furono le dominazioni, a partire dal XII secolo, in cui probabilmente fu feudo del normanno Ugo Falloch.

### Età moderna
Il Padre predicatore Giovanni Fiore da Cropani, scrittore del primo '600, nella sua opera  “Della Calabria Illustrata”, descrive Zagarise così: “In distanza poi di miglia sei dentro una gran valle, ma su un alto colle, miglia dieci discosto dal mare, vedesi Zagarise”.

### Età contemporanea
Nel XIX secolo quando il territorio passò dalla signoria dei Le Piane a quella dei De Dominicis.

## Monumenti e luoghi d'interesse

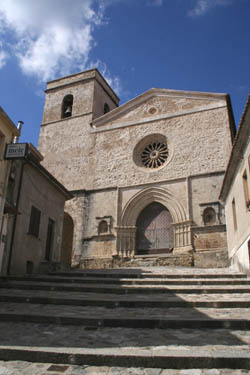
Chiesa di Santa Maria Assunta

### Architetture religiose
- Chiesa del Rosario: in passato veniva denominata chiesa di San Domenico. Le sue origini risalgono al 1400. I primi proprietari furono i Padri Domenicani. La chiesa custodiva degli affreschi, poi cancellati da imbiancature in calce.
- Chiesa di Santa Maria Assunta: datata al 1425, potrebbe risalire ad epoca più remota. Attualmente il tempio presenta una facciata, con portale romanico, composto da una serie di archetti, poggianti su delle semplici colonnine con capitelli lavorati a foglie di palma e rosette. L'altare maggiore è un'opera del XVIII secolo lavorato con marmo ad intarsi colorati.

### Architetture civili
- Castellaci: antica masseria tipica del latifondo calabrese, oggi sede di un'azienda agrituristica distante 5 km dal mare. Si trova nella Presila calabrese, con i monti dell'Appennino alle sue spalle, a 25 km di distanza, e sovrastante il mare, sul Golfo di Squillace, distante 7 km.

### Architetture militari
- Torre normanna: databile tra il XIII ed il XIV secolo, costituisce memoria del periodo Normanno di Roberto il Guiscardo. Di recente entrata a far parte del “Circuito Regionale dei Castelli Calabresi”, la massiccia torre cilindrica rappresenta la logica conseguenza delle fortificazioni che i Normanni, popolo invasore venuto dalla Normandia, con a capo Roberto il Guiscardo, costruirono su tutto il territorio Calabrese. La torre, si ipotizza, dovette rappresentare una vedetta, un posto avanzato di un castello, forse quello di Barbaro[3].

### Aree naturali

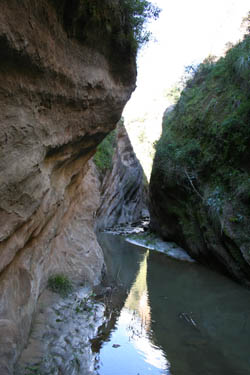
Timpe Rosse

- Rifugi alpini: posti a 1611 m s.l.m., il rifugio Leone Grandinetti è nato per iniziativa del CAI di Catanzaro, dalla ristrutturazione di due manufatti del 1929 in muratura di pietra tipica della zona. Uno è adibito a zona di accoglienza diurna, mentre l'altro, costituito da due camere, ad ingresso separato e con servizi annessi, è destinato a dormitorio. I due edifici, che ricadono nell'agro del comune di Zagarise, sono situati alle pendici del Monte Gariglione (1765 m), nel cuore del parco nazionale della Sila, tra boschi di faggio e formazioni di abete bianco.
- Parco acrobatico: "Orme nel Parco" è il primo[4] "Parco Avventura" della Calabria, un parco acrobatico sospeso tra gli alberi di un bosco di faggi, nella Sila Piccola a quota 1700 m s.l.m. in località Tirivolo; trattasi di un parco eco-compatibile che offre attrattive e attività variegate.
- Canyon Timpe Rosse: percorso tra rocce di arenaria rossa, la cui colorazione è dovuta al terreno ricco di ferro; le pareti delle rocce assumono forme geometriche variegate. Il canyon è attraversato dal fiume Uria. In questa area naturalistica nidifica il capovaccaio, esemplare della famiglia degli avvoltoi.
- Grotta dei briganti: inserito nel circuito turistico legato al museo dell'olio, evoca una delle fasi storiche più importanti in Calabria: il brigantaggio[Quale? Quando?]. La grotta, rifugio sicuro, è situata alla fine di un sentiero naturale nei pressi del centro abitato. Un antico documento del Ministero della Guerra conferma che in questo posto, all'epoca del brigantaggio, fu catturata una "mano" (cioè cinque) di pericolosi briganti.
- Cascate del Campanaro: sono costituite da rocce su cui l'acqua scorre tra felci e liane. Si raggiungono presso la SS 109[non chiaro] (mappa) percorrendo un sentiero intervallato da piccoli gradini. Prima di giungere alla cascata, lungo il sentiero, sono presenti: un pagliaro, tipica costruzione contadina; i resti di un ponte costruito nel XX secolo, bombardato durante la seconda guerra mondiale e ricostruito in seguito da maestranze locali; una cascata a più salti che termina in una pozza naturale; numerose specie di piante, tra cui salici e alberi della manna; tre sorgenti e un "vullu", cioè una pozza d'acqua.
- Monte Gariglione: la strada principale verso la Sila, a circa 15 km[Quanto?] dal paese, porta al monte Gariglione. Lungo il percorso, nascoste da vegetazione di pini e faggi, si scorgono aree picnic attrezzate con panche e tavolini. Dalla vetta, inoltre, si scorge un panorama che "abbraccia" sia il mare Ionio che il Tirreno. In questa zona è anche possibile visitare un'azienda faunistica, gestita dal demanio forestale, che alleva cinghiali. Il versante della montagna, infine, si presta a escursioni di trekking e sci di fondo.

## Società

### Evoluzione demografica
Abitanti censiti

## Cultura

### Musei

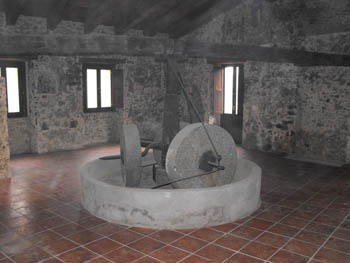
Museo dell’Olio di oliva e della Civiltà contadina

- Museo dell’Olio di oliva e della Civiltà contadinaMuseo dell'Olio di oliva e della Civiltà contadina[6]: vecchio frantoio, situato nella parte centrale e più antica del paese, restaurato in muratura tipica della zona, è uno degli eco-musei del Parco Nazionale della Sila. Nell'ambito del progetto di riqualificazione del “Museo dell'Olio di oliva e della Civiltà contadina”, identificato come un'attrazione del Parco Nazionale della Sila, viene proposto lo studio di un sistema di identità visiva che, attraverso la presentazione di un marchio identificativo della struttura museale, migliori la riconoscibilità dell'offerta culturale di eccellenza dell'intera area.

Il museo si propone di favorire: a) la diffusione della conoscenza del territorio della Sila Piccola e della sua cultura materiale e immateriale, capace di generare un'identità riconoscibile; b) la riqualificazione e la promozione del territorio locale come meta di flussi turistici culturali, naturalistici e sportivi, con particolare riferimento al segmento dei visitatori interessati alle aree protette, tramite inserimento nel circuito degli itinerari di visita nel Parco della Sila; c) la valorizzazione del legame tra patrimonio storico-culturale, ecologico-ambientale ed eno-gastronomico.
- Museo d'arte sacra "Silvestro Frangipane": nella parrocchia di Santa Maria Assunta è stato allestito questo piccolo museo-pinacoteca. Si compone di una sala unica che ospita 36 opere del XVII e del XIX secolo tra cui i ritratti di don Pancrazio Gallelli (1838) e di Padre Giovanni Battista Talarico di Scigliano (XIX secolo). Diversi, inoltre, i soggetti sacri; degni di nota sono: il dipinto della “Madonna con il Bambino e i Santi Giuseppe e Pancrazio” del 1829, opera di Antonio Giannetti; la “Madonna Divina Pastora” del XIX secolo, opera di anonimo (forse lo stesso Giannetti[senza fonte]); una Via Crucis dell'Ottocento.

### Eventi
- Borgo in festa: per tutto il periodo estivo il paese è animato da concerti, spettacoli e sagre. Per l'occasione sono anche previste rassegne cinematografiche all'aperto, mostre dell'artigianato e giochi popolari. La giornata clou è quella che coincide con la festa del Borgo l'8 agosto.
- Natale in Borgo: per tutto il periodo natalizio Zagarise si apre ai visitatori con una rassegna di manifestazioni che, oltre ad esaltare le opere medievali della cittadina, offrono possibilità di percorsi, degustazioni e musica all'aperto.
- Sagre del cinghiale, della pitta fritta, dei funghi (settembre), del castagno (fine ottobre) e dell'olio (novembre/dicembre): la gastronomia locale ha conservato il gusto per le cose semplici e genuine di un tempo. Piatti tipici sono: le patate friute; a frissurata preparata con pancetta, lombata, fegato e grasso di maiale su cui si sparge molto peperoncino; a pitta fritta fatta con acqua e farina. Nei periodi giusti, e in occasione appunto delle sagre, la cucina locale si arricchisce con i funghi. Per quanto riguarda i dolci, invece, si preparano: i tardilli a base di uova e farina e ricoperti di miele; le crocette di fichi ripiene di noci e cannella; la pitta 'nchiusa, a forma di coccinella, imbottita con uva passa, noci, zucchero e cannella; la nipitella, un calzone con uva passa, noci macinate, chiodi di garofano e vino cotto.
- San Pancrazio (7/8/9 luglio): per ricordare il santo patrono, a Zagarise sono organizzati tre giorni di festeggiamenti in cui si svolgono manifestazioni civili e religiose. Nelle strade del paese, per l'occasione, è allestita una fiera. A chiudere la serata i fuochi d'artificio.

## Geografia antropica

### Urbanistica
Il centro antico di Zagarise è costituito da due nuclei distinti: il primo sviluppato intorno alla torre normanna e alla chiesa del Ritiro, fra l'attuale via Marconi, via dei Filippini e via Paolo Emilio Tulelli; il secondo intorno alla chiesa madre. Entrambi sono attraversati da stradine lastricate, vicoli coperti da archi in pietra che collegano i quartieri fra loro, aprendo ad un unico centro abitato con vista sul mare.

### Frazioni

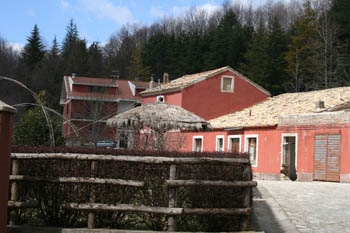
Carrozzino

- Carrozzino: località montana situata a circa 1000 m s.l.m. che ospita un centro di ambientamento e diffusione del cinghiale; l'area è anche destinata allo studio della coltivazione dei piccoli frutti e del recupero di piante in via d'estinzione.

#### Altre località del territorio
- Borgo Paradiso: sito della Zagarise più antica risalente all'anno 1200 circa, oggi oggetto di riqualificazione grazie alla presenza nel sito della torre normanna e del Palazzo Parisi, ostello della gioventù realizzato con il recupero di antiche dimore.